# Cedric Moukouri
Cedric Moukouri (Gonesse, 29 de Outubro de 1979) é um futebolista francês, que rescindiu recentemente com o Clube Desportivo Trofense..